# Mu Carvalho
Pour les articles homonymes, voir Carvalho.
Mu Carvalho (né Mauricio Magalhães de Carvalho le 8 juin 1957 à Rio de Janeiro, Brésil) est un compositeur et pianiste brésilien.